# Agents of S.H.I.E.L.D. (3.ª temporada)
A terceira temporada da série de televisão america Agents of S.H.I.E.L.D., que é baseada na organização S.H.I.E.L.D. da Marvel Comics, gira em torno do personagem de Phil Coulson e sua equipe de agentes da S.H.I.E.L.D., que montam uma equipe de Inumanos para lidar com novas ameaças ao mundo. O primeiro episódio de estréia da temporada em Los Angeles em 23 de setembro de 2015, com a temporada, que consiste em 22 episódios, estreando na ABC em 29 de setembro.

## Sinopse
Muitos meses depois de sua guerra contra os vilões Inumanos, a equipe ainda está se recuperando. Coulson está, novamente, tentando juntar os cacos de sua organização, ao mesmo tempo que aprende a lidar com a perda de sua mão. Sua confidente, a agente Melinda May ainda tem que voltar das férias que tirou com o ex-marido Andrew; a mortal espiã Bobbi Morse está se recuperando de sua traumática tortura nas mãos de Grant Ward; Fitz está obcecado por descobrir a verdade por trás do misterioso desaparecimento de Simmons; e todos estão em alerta máximo para o próximo movimento de Ward e da Hidra. A missão da S.H.I.E.L.D. é proteger aqueles que não podem se proteger de ameaças que não conseguem entender, mas ameaças maiores estão logo adiante, trazendo desafios ainda mais elevados para os agentes, incluindo a propagação da Névoa Terrígena, uma substância inumana que desperta habilidades em alguns indivíduos; o surgimento de novos Inumanos que ainda não conseguem controlar nem entender os seus poderes; o surgimento de uma nova organização governamental que bate de frente com a S.H.I.E.L.D.; as propriedades desconhecidas da enorme rocha alienígena Kree, que foi responsável pelo desaparecimento de um de seus próprios agentes; e a ameaça constante da organização terrorista Hidra, reconstruída pelo traidor Grant Ward, que definiu como sua missão pessoal acabar com Coulson e com a S.H.I.E.L.D.

## Elenco Regular
- Clark Gregg como Phil Coulson (21 Episódios)
- Ming-Na Wen como Melinda May (20 Episódios)
- Brett Dalton como Grant Ward | Hive (17 Episódios)
- Chloe Bennet como Daisy Johnson (21 Episódios)
- Iain De Caestecker como Leo Fitz (22 Episódios)
- Elizabeth Henstridge como Jemma Simmons (22 Episódios)
- Nick Blood como Lance Hunter (12 Episódios)
- Adrianne Palicki como Bobbi Morse (12 Episódios)
- Henry Simmons como Alphonso "Mack" Mackenzie (19 Episódios)
- Luke Mitchell como Lincoln Campbell (18 Episódios)

## Elenco Recorrente
- Constance Zimmer como Rosalind Price (8 Episódios)
- Andrew Howard como Luther Banks (6 Episódios)
- Juan Pablo Raba como Joey Gutierrez (4 Episódios)
- Spencer Treat Clark como Werner von Strucker (3 Episódios)
- Blair Underwood como Andrew Garner (5 Episódios)
- Matt Willig como Lash (4 Episódios)
- Powers Boothe como Gideon Malick (5 Episódios)
- Mark Dacascos  como Giyera (3 Episódios)
- Natalia Cordova-Buckley como Elena "Yo-Yo" Rodriguez
- Adrian Pasdar como Glenn Talbot
- John Hannah como Holden Radcliffe
- Axle Whitehead como JT James

## Elenco Convidado
- Dillon Casey como Will Daniels (2 Episódios)
- Peter MacNicol como Elliot Randolph (1 Episódio)
- Alicia Vela-Bailey como Alisha (1 Episódio)
- Daz Crawford as Kebo (4 Episódios)
- William Sadler como Matthew Ellis (3 Episódios)
- Tyler Ritter como Thomas Ward (1 Episódios)
- Brian Patrick Wade como Carl Creel

## Episódios
| N.º na série | N.º na temp. | Título                                                       | Dirigido por     | Escrito por                       | Exibição original      | Audiência (milhões) |
| --- | ------------ | ------------------------------------------------------------ | ---------------- | --------------------------------- | ---------------------- | ------------------- |
| 45 | 1            | "Laws of Nature" "(Leis da Natureza)" (BR)                   | Vincent Misiano  | Jed Whedon & Maurissa Tancharoen  | 29 de setembro de 2015 | 4.90                |
| Quando Coulson e sua equipe descobrem um novo Inumano, a S.H.I.E.L.D. dá de cara com outra organização à procura de pessoas com poderes. Enquanto ainda se recupera do dramático desaparecimento de Jemma Simmons, Fitz vai a extremos para tentar descobrir como trazê-la de volta. |              |                                                              |                  |                                   |                        |                     |
| 46 | 2            | "Purpose In The Machine" "(A Diretriz da Máquina)" (BR)      | Kevin Tancharoen | DJ Doyle                          | 6 de outubro de 2015   | 4.32                |
| Fitz e Coulson devem pedir ajuda a Elliot Randolph para desvendar o segredo por trás da pedra Kree que "engoliu" a agente Simmons, enquanto Hunter tenta fazer Melinda May o ajudar na sua missão, Fitz consegue salvar Simmons. |              |                                                              |                  |                                   |                        |                     |
| 47 | 3            | "A Wanted (Inhu)man" "(Um (Inu)mano Procurado)" (BR)         | Garry A. Brown   | Monica Owusu-Breen                | 13 de outubro de 2015  | 3.74                |
| Daisy, Mack e Coulson devem correr contra o tempo, a fim de deter a ATCU de sequestrar o inumano Lincoln. Enquanto Lincoln fica em dúvida sobre seus poderes, resta apenas para Daisy o ajudar assim como ele a ajudou. E Coulson concorda em compartilhar segredos com Rosalind Price e unir a S.H.I.E.L.D. com a ATCU. Hunter e May iniciam sua missão em busca de vingança contra Grant Ward. |              |                                                              |                  |                                   |                        |                     |
| 48 | 4            | "Devils You Know" "(Demônios que Você Conhece)" (BR)         | Ron Underwood    | Paul Zbyszewski                   | 20 de outubro de 2015  | 3.85                |
| Tendo concordado em compartilhar informações com Rosalind Price, Coulson e sua equipe vão atrás do Inumano Lash que está matando outros Inumanos. May percebe que a missão de vingança de Hunter contra Ward está ficando muito pessoal, enquanto a vida do inocente Andrew Garner está nas mãos dos dois.                                                                                       |              |                                                              |                  |                                   |                        |                     |
| 49 | 5            | "4,722 Hours" "(4,722 Horas)" (BR)                           | Jesse Bochco     | Craig Titley                      | 27 de outubro de 2015  | 3.81                |
| Após seu resgate de outro planeta, Simmons ainda lida com sua provação e revela como teve que lutar por sua vida naquele mundo perigoso com a ajuda do ex-astronauta Will Daniels, que está preso naquele planeta desde 2001, e acaba se apaixonando por ele. |              |                                                              |                  |                                   |                        |                     |
| 50 | 6            | "Among Us Hide…" "(Escondido Entre Nós)" (BR)                | Dwight Little    | Drew Z. Greenberg                 | 3 de novembro de 2015  | 3.84                |
| As apostas ficam ainda maiores quando May se alia a Bobbi Morse para continuar sua missão de vingança contra Ward e a Hidra, enquanto Daisy e Mack começam sua missão de descobrir a identidade do inumano monstruoso Lash, e Coulson fica mais próxima de Rosalind Price quando ele descobre o que realmente a ATCU esconde da S.H.I.E.L.D. sobre os inumanos.                                  |              |                                                              |                  |                                   |                        |                     |
| 51 | 7            | "Chaos Theory" "(Teoria do Caos)" (BR)                       | David Solomon    | Lauren LeFranc                    | 10 de novembro de 2015 | 3.49                |
| Enquanto Daisy e a equipe lutam para proteger os inumanos, a S.H.I.E.L.D. descobre que Andrew é o monstruoso Lash. Fitz ajuda Simmons a recuperar uma informação que pode levá-los de volta ao planeta através do portal. Já Ward se alia a Gideon Malick para matar Phil Coulson e acabar de vez com a S.H.I.E.L.D., e Rosalind Price pode estar escondendo sua verdadeira lealdade.            |              |                                                              |                  |                                   |                        |                     |
| 52 | 8            | "Many Heads, One Tale" "(Muitas Cabeças, Uma História)" (BR) | Garry A. Brown   | Jed Whedon & DJ Doyle             | 17 de novembro de 2015 | 3.60                |
| A equipe da S.H.I.E.L.D. descobre verdades perigosas sobre a cura da ATCU, e os planos de Ward para matar Phil Coulson e destruir a S.H.I.E.L.D. sofrem uma reviravolta surpreendente, enquanto Rosalind Price revela estar trabalhando secretamente para Gideon Malick. |              |                                                              |                  |                                   |                        |                     |
| 53 | 9            | "Closure" "(Encerramento)" (BR)                              | Kate Woods       | Brent Fletcher                    | 1 de dezembro de 2015  | 3.84                |
| Após a morte de Rosalind Price, Coulson prova que ele fará de tudo para acertar as contas com Ward. E Gideon Malick coloca seu plano obscuro em ação sequestrando Fitz e Simmons |              |                                                              |                  |                                   |                        |                     |
| 54 | 10           | "Maveth" "(Maveth)" (BR)                                     | Vincent Misiano  | Jeffrey Bell                      | 8 de dezembro de 2015  | 3.84                |
| A S.H.I.E.L.D. e a Hidra se enfrentam em uma batalha que mudará o mundo de Coulson para sempre. Enquanto Daisy e seu time de Inumanos lutam para manter a Hidra sob controle, e Coulson e Fitz assumem o risco final. |              |                                                              |                  |                                   |                        |                     |
| 55 | 11           | "Bouncing Back" "(Dando um Pulinho no Passado)" (BR)         | Ron Underwood    | Monica Owusu-Breen                | 8 de março de 2016     | 3.52                |
| Após sua viagem à Maveth, Coulson está mais determinado do que nunca para chegar ao Gideon Malick e pôr fim a Hidra de uma vez por todas. Enquanto isso, Daisy e a equipe encontram mais Inumanos que têm poderes como nunca visto antes, mas eles vão ser amigos ou inimigos da S.H.I.E.L.D.?                                                                                                   |              |                                                              |                  |                                   |                        |                     |
| 56 | 12           | "The Inside Man" "(O Homem de Dentro)" (BR)                  | John Terlesky    | Craig Titley                      | 15 de março de 2016    | 2.94                |
| Coulson e General Talbot são forçados a trabalhar em conjunto e participarem de uma conferência mundial sobre os Inumanos, onde suspeita-se que há um homem de Malick infiltrado. À medida que a equipe de S.H.I.E.L.D está mais perto da verdade, é revelado um inesperado traidor. |              |                                                              |                  |                                   |                        |                     |
| 57 | 13           | "Parting Shot" "(A Despedida)" (BR)                          | Michael Zinberg  | Paul Zbyszewski                   | 22 de março de 2016    | 2.88                |
| Depois de localizar Malick na Rússia, Bobby e Hunter se veem envolvidos em uma trama de assassinato; Com a corrida que tem como objetivo salvar o máximo de vidas possível, o que mudará a equipe para sempre. |              |                                                              |                  |                                   |                        |                     |
| 58 | 14           | "Watchdogs" "(Cães de Guarda)" (BR)                          | Jesse Bochco     | Drew Z. Greenberg                 | 29 de março de 2016    | 3.20                |
| Quando um grupo radical chamado The Watchdogs (Cães de Guarda) surge com planos para eliminar os Inumanos, o Agente Mack e seu irmão ficam presos no fogo cruzado. Enquanto isso, Simmons descobre um poderoso composto químico que pode alterar o futuro dos Inumanos. |              |                                                              |                  |                                   |                        |                     |
| 59 | 15           | "Spacetime" "(Espaço-Tempo)" (BR)                            | Kevin Tancharoen | Maurissa Tancharoen & Jed Whedon  | 5 de abril de 2016     | 2.81                |
| Quando Daisy tem uma aterrorizante visão do futuro, a S.H.I.E.L.D. corre para provar que o destino não está traçado. |              |                                                              |                  |                                   |                        |                     |
| 60 | 16           | "Paradise Lost" "(Perdido no Paraíso)" (BR)                  | Wendey Stanzler  | George Kitson and Sharla Oliver   | 12 de abril de 2016    | 3.01                |
| A S.H.I.E.L.D. procura informações sobre o seu perigoso novo inimigo, e um segredo vergonhoso do passado de Malick é exposto, ameaçando destruir o seu legado na Hidra. |              |                                                              |                  |                                   |                        |                     |
| 61 | 17           | "The Team" "(A Equipe)" (BR)                                 | Elodie Keene     | DJ Doyle                          | 19 de abril de 2016    | 2.85                |
| A agente Daisy Johnson deve alistar os Guerreiros Secretos para uma missão inaugural, da qual ninguém sairá ileso; e a S.H.I.E.L.D. aprende mais sobre os poderes de Hive, fazendo-os questionar em quem confiam. |              |                                                              |                  |                                   |                        |                     |
| 62 | 18           | "The Singularity" "(A Singularidade)" (BR)                   | Garry A. Brown   | Lauren LeFranc                    | 26 de abril de 2016    | 3.22                |
| A equipe se recupera de suas perdas enquanto Hive continua a atrair Inumanos para o seu lado; os agentes Fitz e Simmons obtêm uma pista que poderia parar o maníaco Inumano para sempre. |              |                                                              |                  |                                   |                        |                     |
| 63 | 19           | "Failed Experiments" "(Experimentos Falhos)" (BR)            | Wendey Stanzler  | Brent Fletcher                    | 3 de maio de 2016      | 2.92                |
| Lealdades são testadas e a S.H.I.E.L.D. precisa de uma solução decisiva para a ameaça iminente de Hive. |              |                                                              |                  |                                   |                        |                     |
| 64 | 20           | "Emancipation" "(Emancipação)" (BR)                          | Vincent Misiano  | Craig Titley                      | 10 de maio de 2016     | 2.93                |
| Após os acontecimentos de Capitão América: Guerra Civil, a S.H.I.E.L.D. se sente pressionada a revelar seu envolvimento com os Inumanos. Mas com os riscos mais altos do que nunca, e com o Hive cada vez mais forte, a equipe é testada de maneiras que nunca poderia antecipar. |              |                                                              |                  |                                   |                        |                     |
| 65 | 21           | "Absolution" "(Absolução)" (BR)                              | Billy Gierhart   | Chris Dingess & Drew Z. Greenberg | 17 de maio de 2016     | 3.03                |
| Quando o grande plano de Hive é finalmente revelado, a equipe S.H.I.E.L.D. deve entrar em ação. Quem vai sobreviver e quem vai morrer?. |              |                                                              |                  |                                   |                        |                     |
| 66 | 22           | "Ascension" "(Ascensão)" (BR)                                | Kevin Tancharoen | Jed Whedon                        | 17 de maio de 2016     | 3.03                |
| Quando o grande plano de Hive é finalmente revelado, a equipe S.H.I.E.L.D. deve entrar em ação. Quem vai sobreviver e quem vai morrer?. |              |                                                              |                  |                                   |                        |                     |

## Especial #FallenAgent
Após estrear o 20º episódio da Temporada, intitulado Emancipation, foi anunciado um especial de 2 horas seguidas que daria fim à terceira temporada, intitulado #FallenAgent (lit. #AgenteCaído), havendo a promessa de que um dos agentes principais da série não irá sobreviver no final da temporada.
Este especial assemelha-se ao feito no da Segunda Temporada, que também presenteou os fãs com 2 horas seguidas de episódio, no entanto, não houve o anúncio da morte de uma personagem como no presente.